# Werner van den Valckert
Werner Jacobsz. van den Valckert (Den Haag, ca. 1580 – Amsterdam, in of na 1627) was een schilder uit de Noordelijke Nederlanden.

## Leven en werk
Volgens Houbraken was hij Van den Valckert een leerling van Hendrick Goltzius. Hij werkte vermoedelijk rond 1600-1612 op het atelier van de Haagse glasschilder Cornelis Sybertsz. Monicx van Montfoort. In 1605 trouwde hij met diens dochter Jannetje Cornelis van Montfoort. Het stel kocht een aantal jaren later een woning aan de Nieuwe Schoolstraat. In 1614 vestigde Van den Valckert zich in Amsterdam. Hij schilderde allegorieën, historiestukken en portretten. Hij maakte onder meer een portret van keizer Caligula (1621) voor een reeks van twaalf keizerportretten, waaraan onder anderen ook Rubens meewerkte. In 1623 schilderde hij een portret van een familie die de caritas uitbeeldt. Hij zette zichzelf in de linkerbovenhoek als de evangelist Lucas, patroonheilige van de schilders. Hij schilderde een aantal regentenstukken, waaronder het schilderij 'Drie regentessen en de binnenmoeder van het Leprozenhuis te Amsterdam' (1624).
Van den Valckert is vermoedelijk in of na 1627 in Amsterdam overleden. Als hij echter identiek is aan de in Delft aangetroffen plateelschilder Warnaer van den Valkert, dan is hij in 1644 in Delft overleden.

## Werken (selectie)

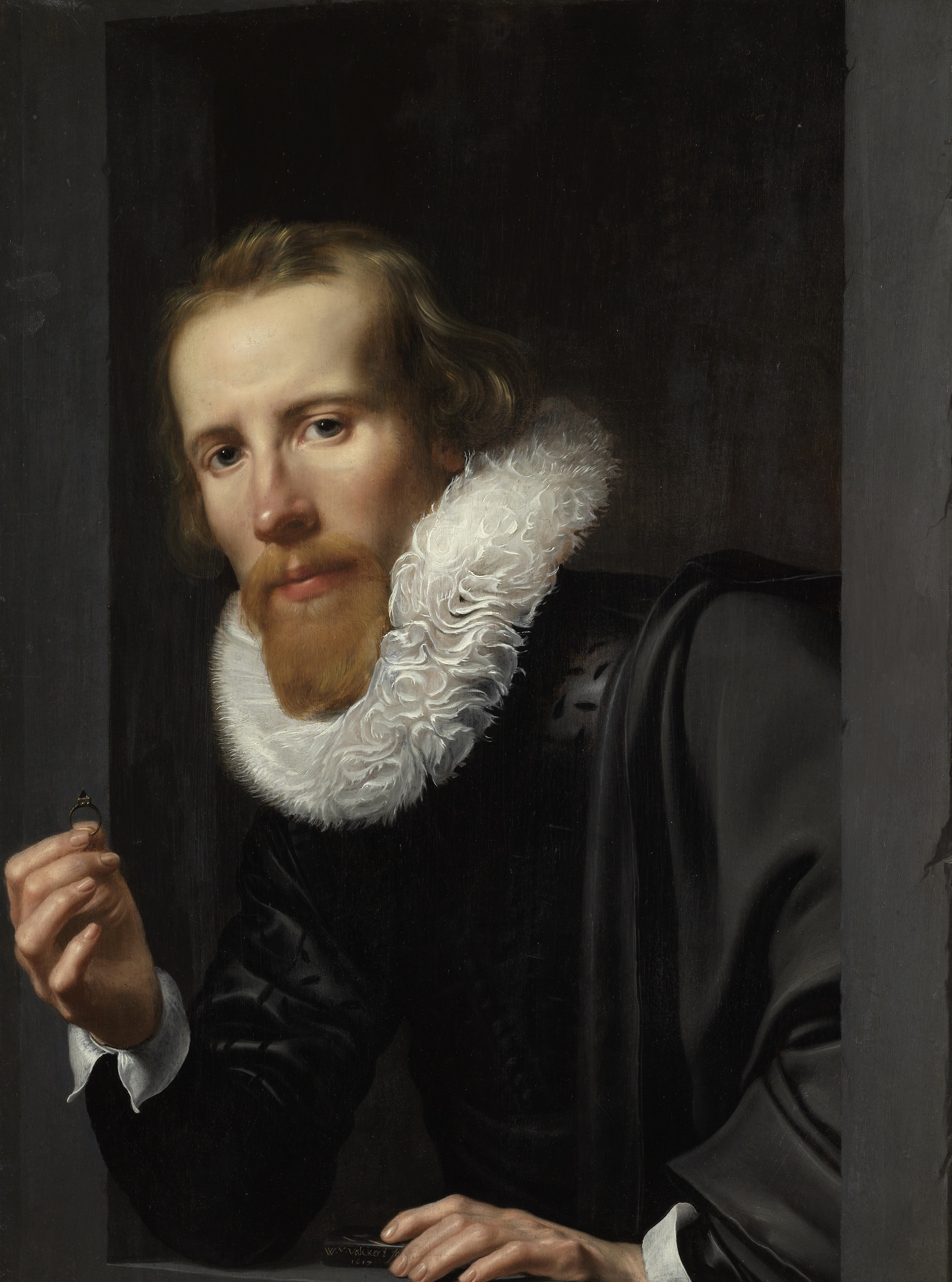
Portret van een goudsmid, waarschijnlijk Bartholomeus Jansz van Assendelft (1617)
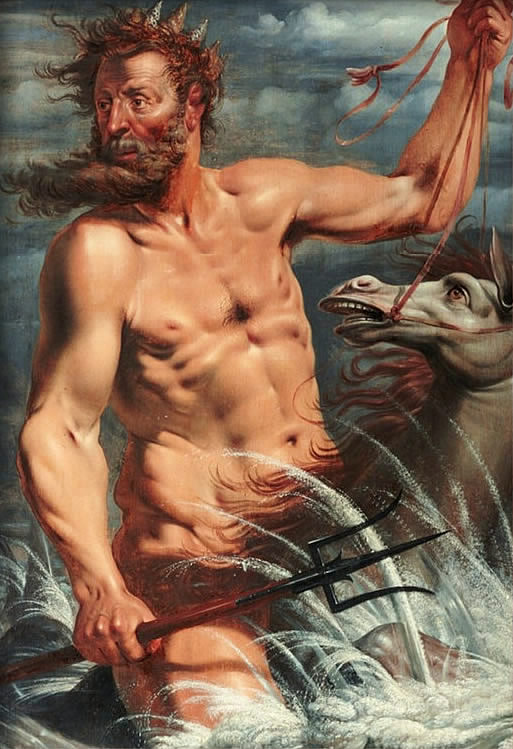
Neptunus (1619)
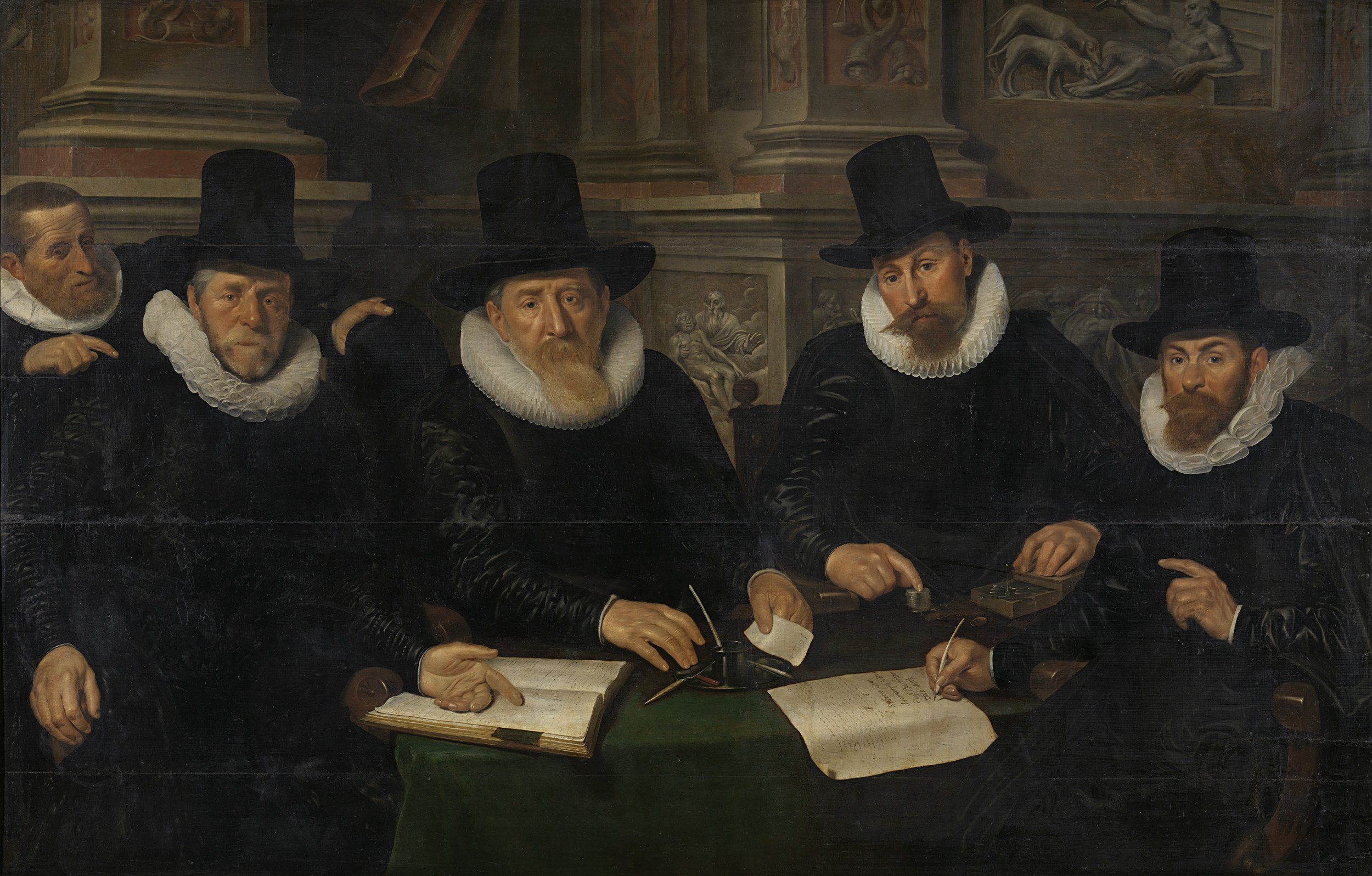
Vier regenten en de binnenvader van het Leprozenhuis te Amsterdam (1624)
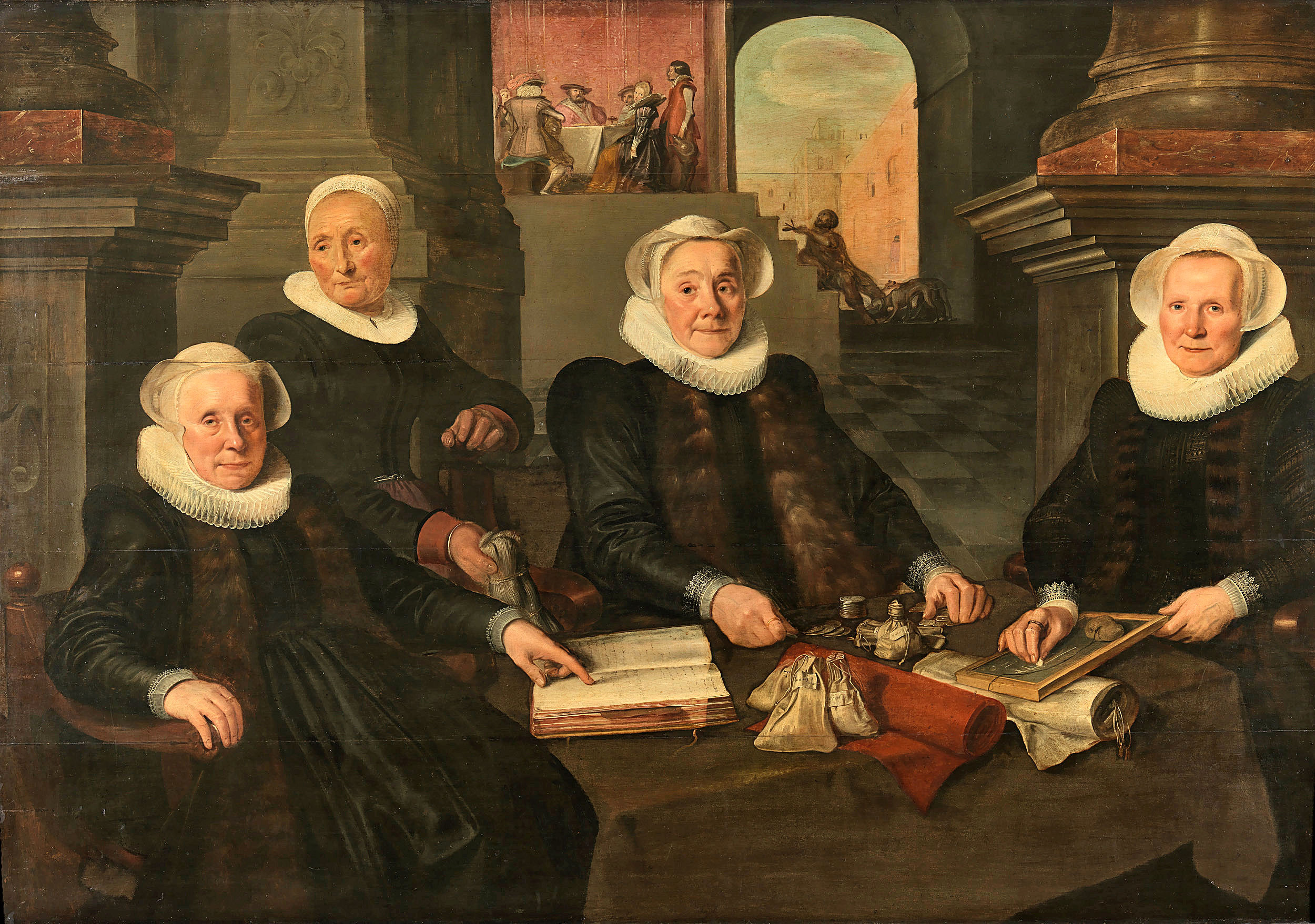
Drie regentessen en de binnenmoeder van het Leprozenhuis te Amsterdam (1624)

- Bibliothèque nationale de France: cb14966639n (data)
- Biografisch Portaal: 06610309
- Digitale Bibliotheek voor de Nederlandse Letteren: valc005
- Gemeinsame Normdatei: 12182991X
- International Standard Name Identifier: 0000 0000 1684 9640
- KulturNav: b0d6ab11-5f76-404d-b0ef-5f3019df1f89
- Nederlandse Thesaurus van Auteursnamen: 301826072
- RKD-Nederlands Instituut voor Kunstgeschiedenis: 78989
- Système universitaire de documentation: 133206114
- Union List of Artist Names: 500015092
- Virtual International Authority File: 54419402
- WorldCat: E39PCjtgXbGVrxmH8H3RwKdQhd